# Cancer Biomarkers
Cancer Biomarkers is een internationaal, aan collegiale toetsing onderworpen wetenschappelijk tijdschrift op het gebied van de oncologie. Het wordt uitgegeven door IOS Press en verschijnt 12 keer per jaar.